# Gauliga Südwest
Gauliga Südwest byla jedna z mnoha skupin Gauligy, nejvyšší fotbalové soutěže na území Německa v letech 1933 – 1945. Gauliga byla vytvořena v roce 1933 na popud nacistického vedení. Pořádala se na území Sárska, a částečně i na územích Hesenska a Porýní-Falce. Vítězové jednotlivých skupin Gauligy postupovali do celostátní soutěže, která trvala necelý měsíc, v níž se kluby utkávaly vyřazovacím způsobem.
Zanikla v roce 1941 rozdělením na Gauliga Westmark a Gauliga Hessen-Nassau.

## Nejlepší kluby v historii - podle počtu titulů
Zdroj: 
| Vítězové nejvyšší ligové soutěže |        |                  |
| Klub                             | Tituly | Vítězné ročníky  |
| Wormatia Worms                   | 3      | 1936, 1937, 1939 |
| Offenbacher FC Kickers           | 3      | 1936, 1937, 1939 |
| FC Phönix Ludwigshafen           | 1      | 1935             |
| Eintracht Frankfurt              | 1      | 1938             |

## Vítězové jednotlivých ročníků
Zdroj: 
| Gauliga Südwest (1933 – 1941) |                            |                                 |                 |
| Ročník                        | Vítěz Gauligy              | Umístění v německém mistrovství | Německý mistr   |
| 1933 – 1934                   | Offenbacher FC Kickers (1) | Skupina C (3. místo)            | FC Schalke 04   |
| 1934 – 1935                   | FC Phönix Ludwigshafen (1) | Skupina C (2. místo)            | FC Schalke 04   |
| 1935 – 1936                   | Wormatia Worms (1)         | Skupina C (2. místo)            | 1. FC Norimberk |
| 1936 – 1937                   | Wormatia Worms (2)         | Skupina C (2. místo)            | FC Schalke 04   |
| 1937 – 1938                   | Eintracht Frankfurt (1)    | Skupina A (2. místo)            | Hannover 96     |
| 1938 – 1939                   | Wormatia Worms (3)         | Skupina 4 (3. místo)            | FC Schalke 04   |
| 1939 – 1940                   | Offenbacher FC Kickers (2) | Skupina 4 (4. místo)            | FC Schalke 04   |
| 1940 – 1941                   | Offenbacher FC Kickers (3) | Skupina 3 (2. místo)            | SK Rapid Wien   |